# Хайнрих фон Хоенлое
Хайнрих фон Хоенлое (на немски: Heinrich von Hohenlohe; * ок. 1200; † 15 юли 1249 в Мергентхайм) е седмият Велик магистър на рицарите от Тевтонския орден (1244 – 1249). Преди това е каноник във Вюрцбург, командор (комтур) на замъка Мергентхайм във Вюртемберг, а след 1232 – ландмайстер на ордена в Германия. Към 1244 г. Герхард фон Малберг губи доверието на тевтонците и Хайнрих е избран за предводител на германския кръстоносен орден.
Той е син на граф Хайнрих фон Хоенлое († сл. 1212) и Аделхайд фон Гунделфинген († 1230), сестра на Готфрид II фон Гунделфинген († 1197), епископ на Вюрцбург, дъщеря на Готфрид фон Гунделфинген († сл. 1172).